# ویل د بوردو
ویل د بوردو (به انگلیسی: Ville de Bordeaux) یک کشتی است که طول آن ۱۵۴ متر (۵۰۵ فوت) می‌باشد.
این کشتی برای حمل قطعات هواپیمای ایرباس ای۳۸۰ ساخته شده است.